# Super League
La Super League es la máxima competición de rugby league de Inglaterra y es considerada como la liga más fuerte de Europa. Por motivos de patrocinio oficialmente se denomina Betfred Super League. La liga está compuesta de 12 equipos: 11 de Inglaterra y 1 de Francia. La temporada se desarrolla de febrero a octubre.
Los equipos de St Helens RFC, Leeds Rhinos y Wigan Warriors son los 3 equipos dominantes de la liga desde su creación en 1996.
El campeón de la Super League se enfrenta al campeón de la National Rugby League de Australia en la World Club Challenge.

## Historia
La Super League es la sucesora de la National League de la Rugby Football League (RFL). Después de más de 100 años de historia los clubes más poderosos del Rugby League inglés decidieron abandonar la RFL. Ese año la competición estuvo compuesta de 11 equipos ingleses más el Paris Saint Germain francés. El club francés solo participó en esa y en la siguiente temporada. En esos años era una liga cerrada sin descensos. En las 2 primeras temporadas el campeón fue el ganador de la liga regular, creándose los playoffs en la temporada 1998. En 2002 la Super League entró nuevamente dentro de la órbita de la RFL y nuevamente hubo ascensos y descensos con la National League 1 (segunda división), renombrada Championship en 2009. En 2006 se incorporó el equipo francés Dragons Catalans. En la temporada 2009 se admitió en la liga el equipo gales Celtic Crusaders y la cantidad de participantes se amplió a 14. Esa temporada se instauró el sistema de licencias.

## Equipos

### Temporada 2025
| Super League         | Super League                | Super League | Super League                            | Super League |
| Equipo               | Estadio                     | Capacidad    | Ciudad/Área                             | Fundación    |
| -------------------- | --------------------------- | ------------ | --------------------------------------- | ------------ |
| Castleford Tigers    | The Jungle (Wheldon Road)   | 11,750       | Castleford (Yorkshire del Oeste)        | 1926         |
| Dragons Catalans     | Stade Gilbert Brutus        | 13,000       | Perpiñán (Pirineos Orientales, Francia) | 1935         |
| Huddersfield Giants  | John Smiths Stadium         | 24,500       | Huddersfield (Yorkshire del Oeste)      | 1864         |
| Hull FC              | KC Stadium                  | 25,404       | Hull (Yorkshire del Este)               | 1865         |
| Hull Kingston Rovers | Craven Park                 | 12,000       | Hull (Yorkshire del Este)               | 1882         |
| Leeds Rhinos         | Headingley Carnegie Stadium | 21,500       | Leeds (Yorkshire del Oeste)             | 1864         |
| Leigh Leopards       | Leigh Sports Village        | 12,000       | Leigh (Gran Mánchester)                 | 1878         |
| Salford Red Devils   | AJ Bell Stadium             | 12,000       | Salford (Gran Mánchester)               | 1873         |
| St Helens RFC        | Langtree Park               | 18,500       | St Helens (Merseyside)                  | 1873         |
| Wakefield Trinity    | Belle Vue                   | 11,000       | Wakefield (Yorkshire del Oeste)         | 1873         |
| Warrington Wolves    | Halliwell Jones Stadium     | 15,024       | Warrington (Cheshire)                   | 1879         |
| Wigan Warriors       | DW Stadium                  | 25,135       | Wigan (Gran Mánchester)                 | 1872         |

## Sistema de Licencias
En la temporada 2009 se suprimió el sistema de ascensos y descensos con la  Championship y se instauró un sistema de licencias o franquicias de 3 años de duración. Luego de finalizar cada trienio la RFL evalúa nuevamente a todos los equipos para dictaminar los participantes durante los 3 años siguientes.
La evaluación está basada en resultados deportivos, gestión económica y financiera, desarrollo de divisiones inferiores y facilidades del estadio.

## Forma de Disputa
Desde 2015, 12 equipos compiten en la Super League. Cada equipo se enfrenta los demás una vez como local y otra como visitante a estas 22 jornadas se le suma el Magic Weekend (jornada extra realizada en un estadio neutral donde cada equipo se enfrenta, sorteo mediante, a un rival). Luego de finalizar la temporada regular los 8 primeros clasificacos disputan el título de campeón mediante un sistema de eliminación directa a un partido denominado Play Offs.

## Historial
- Para los campeonatos entre 1895/96 y 1995/96 véase Rugby Football League Championship.

| Edición | Edición | Campeón        |
| ------- | ------- | -------------- |
| 1       | 1996    | St Helens      |
| 2       | 1997    | Bradford Bulls |
| 3       | 1998    | Wigan Warriors |
| 4       | 1999    | St Helens      |
| 5       | 2000    | St Helens      |
| 6       | 2001    | Bradford Bulls |
| 7       | 2002    | St Helens      |
| 8       | 2003    | Bradford Bulls |
| 9       | 2004    | Leeds Rhinos   |
| 10      | 2005    | Bradford Bulls |
| 11      | 2006    | St Helens      |
| 12      | 2007    | Leeds Rhinos   |
| 13      | 2008    | Leeds Rhinos   |
| 14      | 2009    | Leeds Rhinos   |
| 15      | 2010    | Wigan Warriors |
| 16      | 2011    | Leeds Rhinos   |

| Edición | Edición | Campeón        |
| ------- | ------- | -------------- |
| 17      | 2012    | Leeds Rhinos   |
| 18      | 2013    | Wigan Warriors |
| 19      | 2014    | St Helens      |
| 20      | 2015    | Leeds Rhinos   |
| 21      | 2016    | Wigan Warriors |
| 22      | 2017    | Leeds Rhinos   |
| 23      | 2018    | Wigan Warriors |
| 24      | 2019    | St Helens      |
| 25      | 2020    | St Helens      |
| 26      | 2021    | St Helens      |
| 27      | 2022    | St Helens      |
| 28      | 2023    | Wigan Warriors |
| 29      | 2024    | Wigan Warriors |
| 30      | 2025    | En disputa     |

## Trofeos y premiaciones
La League Leader's Shield es el trofeo que recibe el ganador de la liga regular. Es considerado un premio menor. Este premio se entrega desde 2003.
Cada temporada se forma el Super League Dream Team, los mejores 13 jugadores en sus respectivas posiciones son elegidos mediante el voto por la prensa especializada.
El Man of Steel Award es el premio anual para el mejor jugador de la temporada de la Super League.
El equipo ganador de la Grand Final recibe el Super League Trophy como campeón de Super League. Cada año el nombre del equipo campeón es agregado a la copa.

## Cobertura Mediática
Sky Sports televisa en vivo para todo el Reino Unido 2 partidos por jornada. BeIN Sports televisa todos los partidos para el territorio francés. La Super League es transmitida a Estados Unidos, Canadá, Rusia y alrededor de 70 partidos por temporada se transmiten en la televisión de Australia y Nueva Zelanda. Ocasionalmente la televisión de Cataluña (TV3) emite partidos de los Dragons Catalans.
Las emisoras locales de BBC Radio transmiten todos los partidos de cada equipo del Reino Unido y Radio France Bleu Roussillon los de los Catalans Dragons.

## Desarrollo y Futuro
La Super League continuamente supera su promedio de espectadores en los estadios. En la actualidad tiene un promedio cercano a los 11.000 aficionados por partido y más de 1 millón y medio en toda la temporada. Convirtiéndose el Rugby League en el tercer deporte con más afluencia de espectadores del Reino Unido detrás del fútbol y del rugby (aunque casi igualado con este).
La Grand Final congrega cada año más de 65.000 personas.
La Super League está buscando expandir la popularidad del deporte fuera de la zonas de influencia habituales. En los últimos años el Magic Weekend se realizó en Edimburgo y en Cardiff. En la temporada 2009 los Dragons Catalans actuaron un partido como local en el Estadio Olímpico de Barcelona, ante unos 20.000 espectadores. El 18 de mayo de 2018 los Dragons Catalans batieron el récord de asistencia en un partido de la Super League, con 31.555 espectadores. El partido se disputó en el Camp Nou del FC Barcelona y los Dragons Catalans se impusieron a los Wigan Warriors por 33-16.

## Campeonato de Reserva
Todos los equipos de la Super League están obligados a tener un equipo de Reserva, compuesto por juveniles y los suplentes del plantel profesional. Por razones de logística el equipo reserva de Dragons Catalans participa en la máxima categoría (semiprofesional) del Rugby a 13 francés.